# Mikrobi
Mikrobi (1975–1976) – węgierski serial animowany.

## Opis fabuły
Mikrobi to robot, który ma troje oczu, rozciągliwą szyję i opiekuje się trójką przemierzających kosmos dzieci. Największym problemem Mikrobiego jest mały chłopiec Pepe, który bez przerwy chce się z nim bawić i z nudów przeprogramował robota, aby spełniał jego zachcianki.

## Bohaterowie
- Mikrobi – główny bohater serialu, nowoczesny robot domowy
- Peppe – mały chłopiec, który bez przerwy chce się bawić z Mikrobim
- Plumpi – krępy chłopiec, który uwielbia kosmiczne podróże
- Pille – starsza siostra Peppe
- Péter – starszy brat Peppe

## Odcinki
- Serial liczy 13 odcinków.
- W Polsce emitowany był w latach 80. na antenie TVP1 w programie 7 anten.

### Spis odcinków
| N/o            | Polski tytuł | Węgierski tytuł             |
| -------------- | ------------ | --------------------------- |
|                |              |                             |
| SERIA PIERWSZA |              |                             |
|                |              |                             |
| 01             |              | Start bonyodalmakkal        |
|                |              |                             |
| 02             |              | A gömbagyak bolygója        |
|                |              |                             |
| 03             |              | Delfinidák                  |
|                |              |                             |
| 04             |              | Jó egy kis diviton a háznál |
|                |              |                             |
| 05             |              | Kristály-nagyapó            |
|                |              |                             |
| 06             |              | Zenélő kaktuszok            |
|                |              |                             |
| 07             |              | Tripediták                  |
|                |              |                             |
| 08             |              | Trombita                    |
|                |              |                             |
| SERIA DRUGA    |              |                             |
|                |              |                             |
| 09             |              | Csigabirodalom              |
|                |              |                             |
| 10             |              | Hóembert építünk            |
|                |              |                             |
| 11             |              | Űrkalózok                   |
|                |              |                             |
| 12             |              | Jelmezbál                   |
|                |              |                             |
| 13             |              | Programozgatunk             |
|                |              |                             |